# William Chalmers Burns

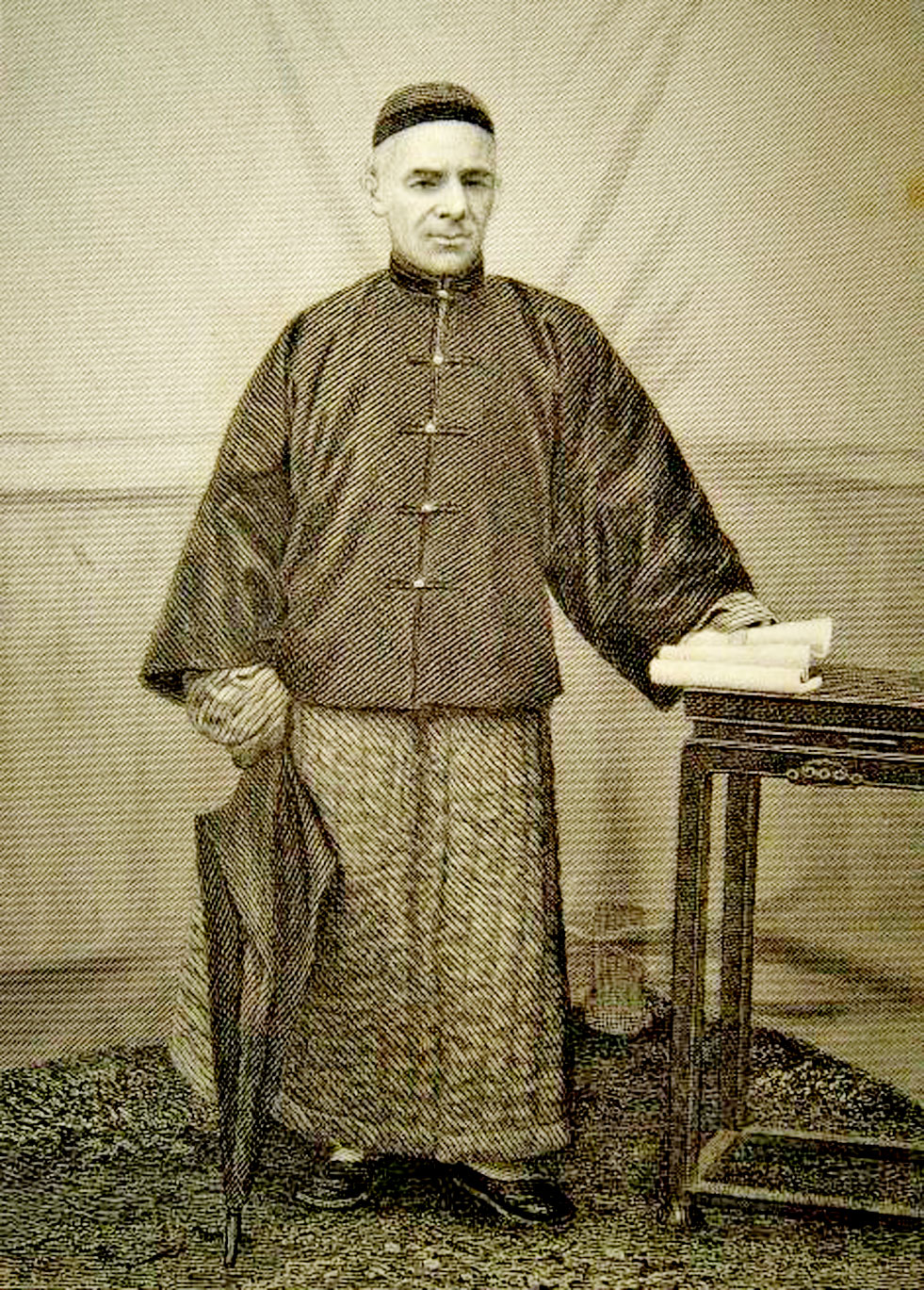
William Chalmers Burns

William Chalmers Burns (* 1. April 1815 in Dunnichen; † 4. April 1868 in Yingkou) war ein schottisch-stämmiger Missionar. Er stammte aus einem gut situierten Elternhaus. Sein Vater war Pfarrer. William Burns wurde bekannt, weil er in China genauso wie Karl Gützlaff und später James Hudson Taylor in chinesischer Kleidung arbeitete. Mit 17 Jahren war er zum Glauben gekommen. Anschließend begann er eine theologische Ausbildung. In einer Versammlung hatte er ein Erlebnis, durch das er schloss, dass Gott ihn speziell in seinen Dienst berufen hatte.
1839, mit 24 Jahren, erhielt er in der Church of Scotland die Lizenz zum Predigen. Er erlebte hier in Schottland, zusammen mit dem Prediger Robert Murray M’Cheyne, echte Erweckungsversammlungen. Er war eines der Werkzeuge, durch die die Erweckung in Kilsyth entstand.
1847 reist er nach China. Die lange Schiffsreise benutzte er, um die chinesische Sprache zu erlernen. Hier begann sein erfolgreicher Dienst als Missionar.
1855 traf er auf James Hudson Taylor und arbeitet eine Zeit lang mit ihm zusammen. Beide hatten den Mut, ins Innere Chinas vorzustoßen. Taylor betrachtete Burns als einen seiner geistlichen Väter, die ihn für die Missionsarbeit geprägt hatten. Burns zog 20 Jahre lang predigend durch China und ging auch in die Gefängnisse usw. Dreiundfünfzigjährig starb er nach kurzer Krankheit.